# Sergio Arribas
Sergio Arribas Calvo (Madrid, 30 de setembro de 2001) é um futebolista espanhol que atua como meia-atacante. Atualmente joga no Almería.

## Carreira
Depois de jogar no CDE Benito Pérez Galdós e no Leganés, Arribas chegou ao Real Madrid em 2012, sendo promovido ao Real Madrid Castilla em setembro de 2020 para disputar a Segunda División B. No mesmo mês, faria sua estreia no time principal dos Merengues no empate sem gols com a Real Sociedad, substituindo Vinícius Júnior, disputando sua primeira partida na Liga dos Campeões da UEFA em dezembro, na vitória por 2 a 0 sobre o Borussia Mönchengladbach, também saindo do banco de reservas (entrando na vaga de Rodrygo).
Na temporada 2022–23, foi utilizado em apenas 4 jogos, com destaque para a partida frente ao Al-Ahly, onde marcou seu primeiro (e também único) gol no time principal do Real Madrid, na vitória por 4 a 1 no Mundial de Clubes, vestindo a camisa 33.
Em agosto de 2023, Arribas assinou um contrato de seis temporadas com o Almería, marcando seu primeiro gol pela nova equipe justamente contra o Real Madrid, que venceria o jogo por 3 a 1.

## Títulos
Real Madrid
- Copa do Mundo de Clubes da FIFA: 2022[8]